# Microcebus manitatra
Microcebus manitatra, el lémur ratón "Nosy Be", es una especie de lémur ratón descrita en 2016 en Madagascar. Fue descubierto por un equipo de investigadores del Centro de Primates de Alemania. Inicialmente se descubrió entre especies estrechamente relacionadas, como lémur ratón de Madame Berthe (ya descrito en 2013), lémur ratón Boraha y lémur ratón de Ganzhorn. La similitud morfológica hizo imposible identificarlos como especies distintas. Se realizó un estudio genético en colaboración con científicos de la Universidad de Kentucky, el Duke Lemur Center y la Universidad de Antananarivo en Madagascar. La secuenciación de ADN mitocondrial reveló que la especie era única.

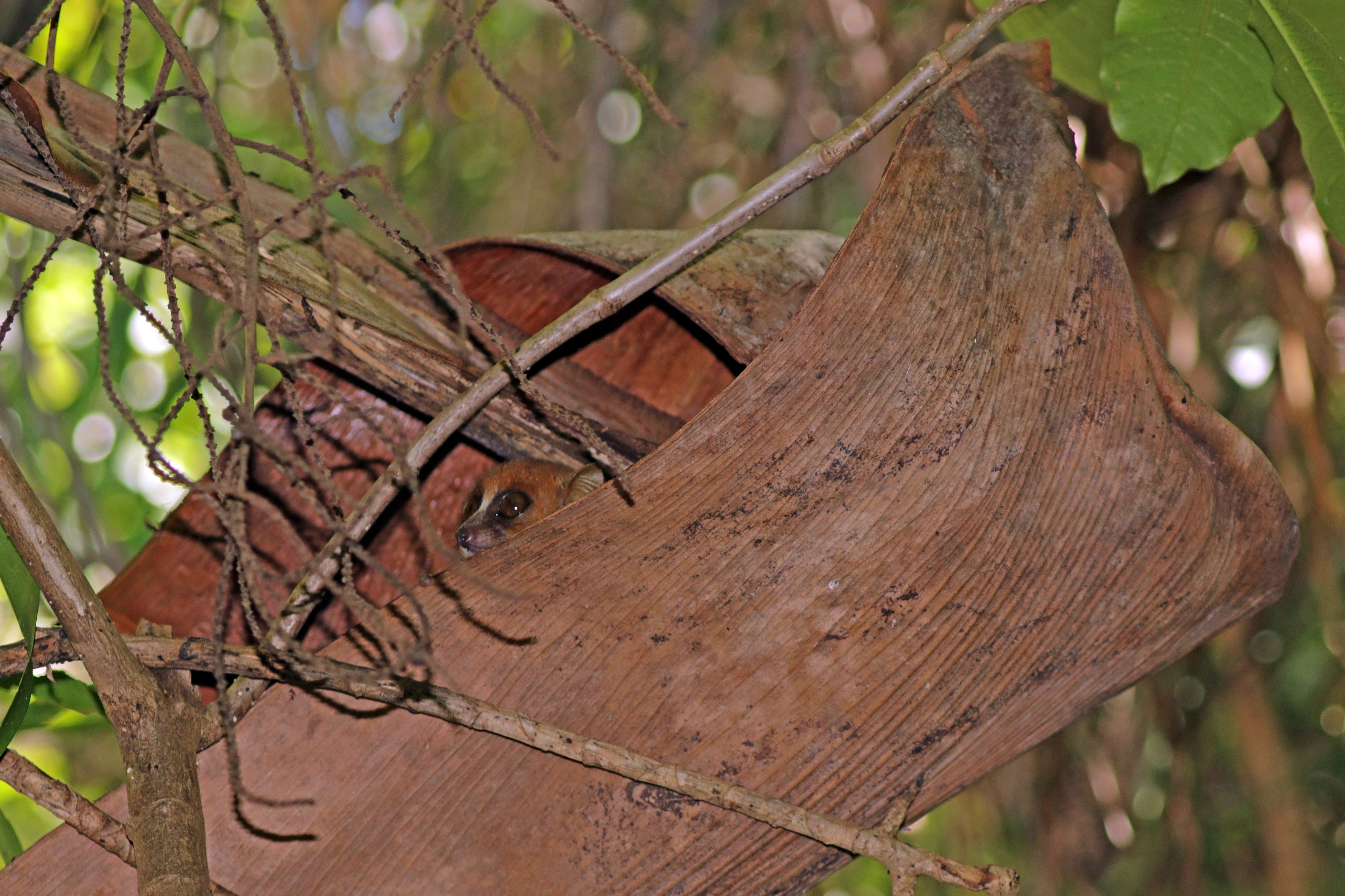
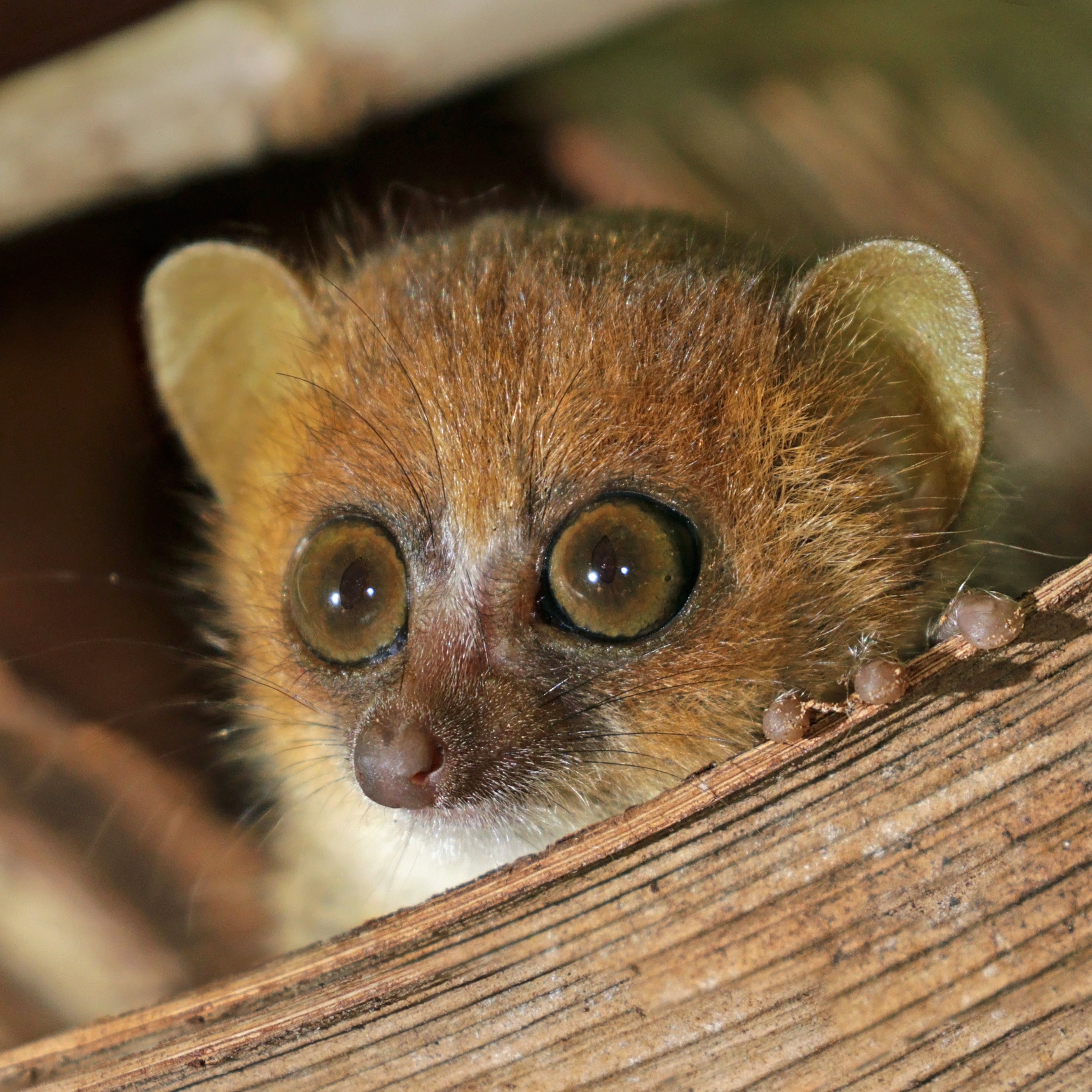